# Jennifer Walshe

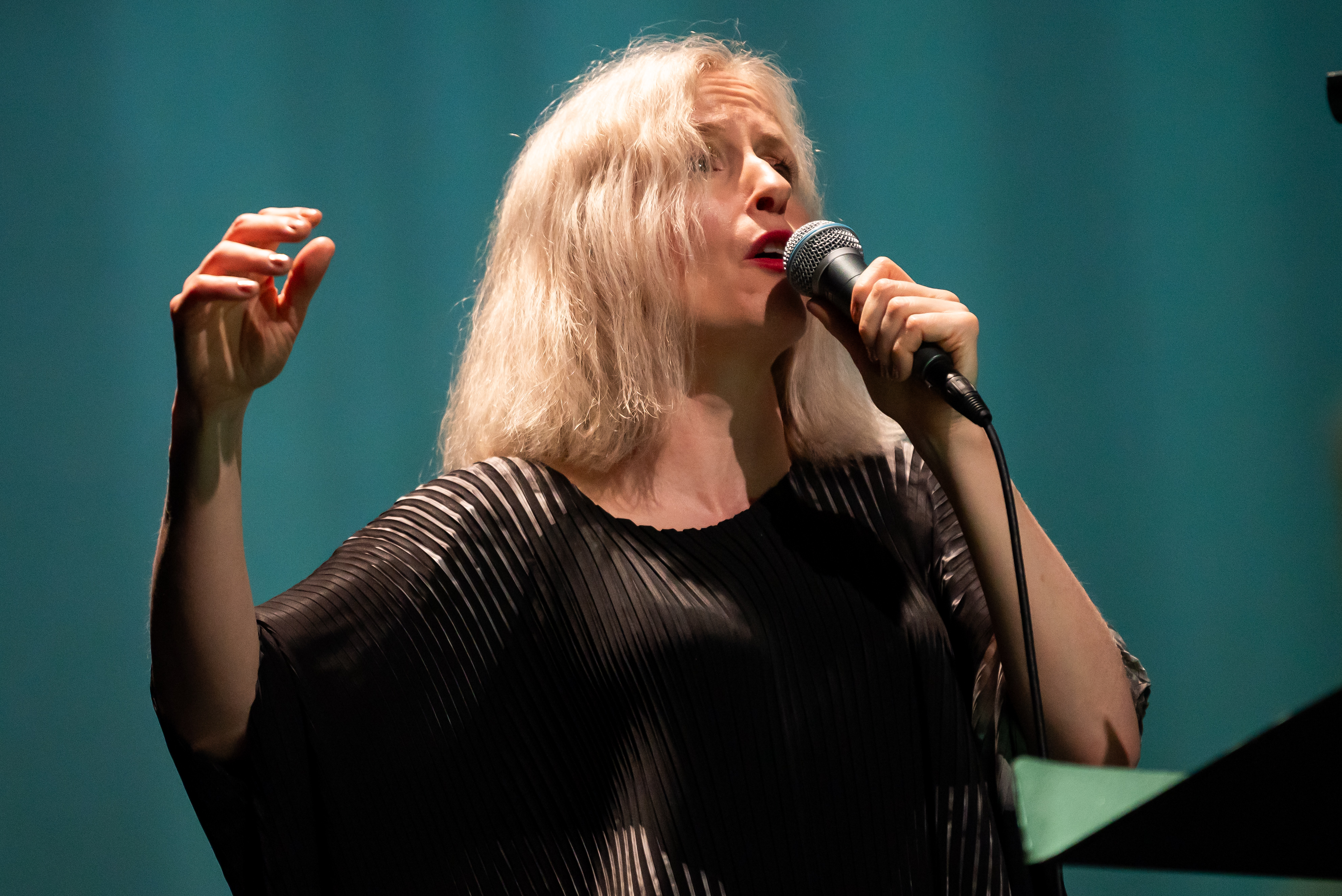
Jennifer Walshe in 2024.

Jennifer Walshe (Dublin, 1974) is een hedendaags Iers componiste en librettist.

## Biografie
Walshe studeerde compositie bij John Maxwell Geddes aan de Royal Scottish Academy of Music and Drama (RSAMD) in Glasgow en bij Kevin Volans aan het Conservatory of Music and Drama in Dublin. In 2000 won zij aan de Internationale Ferienkurse für Neue Musik in Darmstadt de Kranichsteiner Musikpreis. Zij gradueerde aan de Northwestern University in Chicago, Illinois, en promoveerde aldaar in 2002. Haar leraren waren daar onder andere Amnon Wolman en Michael Pisaro. Ook in 2002 won zij de 1e prijs in de compositie-wedstrijd van de American Society of Composers, Authors and Publishers. 
In 2002 was zij ook docente aan de Internationale Ferienkurse für Neue Musik in Darmstadt. 
In 2003 en 2004 was zij fellow aan de Akademie Schloss Solitude in Stuttgart. Eveneens was zij composer-in-residence aan de National Sculpture Factory in Cork. Van 2004 tot 2005 was zij met een studiebeurs van de Deutscher Akademischer Auslands-Dienst (DAAD) te gast in Berlijn. Tegenwoordig is zij composer-in-residence van het In Context 3 project in Zuid-Dublin. 
Als componist kreeg zij opdrachten van bekende orkesten en organisaties. Naast haar activiteiten als componist, verzorgt zij ook optredens als vocaliste, waarbij zij gespecialiseerd is in buitengewone technieken. Zij schreef ook werken die speciaal geschreven zijn voor haar stem met begeleiding van een ander instrument.

## Composities

### Werken voor orkest
- 2002 Movement v: presto giocoso
- 2006 Passenger (geschreven voor de 2006 ISCM World Music Days)

### Werken voor harmonieorkest
- 1997 Overtone, voor 11 trompetten, 8 hoorns, 8 trombones, 4 bastrombones, 4 tuba's
- 2001 small small big, voor harmonieorkest

### Muziektheater

#### Opera's
| Voltooid in | titel | aktes | première | libretto                                                       |
| ----------- | --- | ----- | -------- | -------------------------------------------------------------- |
| 2003        | XXX Live Nude Girls |       |          | van de componist                                               |
| 2004        | Kommander Kobayashi Nr. 17 - set phasers on KILL! "Een odyssee in de ruimte"; (samen met: Moritz Eggert en Helmut Oehring) |       |          | van de componist en Sven Holm, Sebastian Bark en Tobias Dusche |

### Werken voor koor
- 2002 been in a room and a room and a room and a room, voor gemengd koor

### Vocale muziek
- 1995 Sixteen Haiku, voor mezzosopraan en piano - tekst: Upasaka Shiki
- 1998 your name here, voor stem en koor
- 1999 exercise, voor stem, viool, altviool, slagwerk en piano
- 2000 As mo cheann (Uit mijn hoofd), voor stem en viool
- 2001 moving in/love song/city front garden with old men, voor tenor solo en piano
- 2002 Here we are now, voor stem, cello, trombone en slagwerk
- 2002 ná déan NÍL CEAD, voor stem en strijkers
- 2003 he wants his cowboys to sound like how he thinks cowboys should sound, voor mezzosopraan, countertenor, tenor, bariton, bas en belichting
- 2004 The Loneliness of the Long-Distance Conductor, voor 10 sopraan solisten, 7 alt solisten, 5 tenor solisten, 4 bas solisten
- 2004 # 214: the son and heir, voor stem, cello en klarinet
- 2007 Physics for the Girl in the Street, voor stem en vier slagwerkers  (geschreven voor het MaerzMusik Festival, Berlijn)
- dub/ber/vie, voor stem en ruimte (samen met: Bernhard Gal

### Kamermuziek
- 1996 cease to resist, voor fluit en harp
- 1997 Universal Neorth, voor koperkwintet
- 1997 i slowly suspect my dog is turning into a retrograde amine, voor fluit, klarinet, slagwerk, piano en viool
- 1997 Composizione 110140, voor klarinet, altsaxofoon, fagot, hoorn, kleine trom en viool
- 1997 :blurt, voor twee violen, altviool en cello
- 1998 isH, voor fluit en viool
- 1998 (rows of houses), voor twee gitaren en fagot (of contrabas)
- 1998 (five short pieces for saxophone quartet)
- 1999 running and running and running and running and..., voor fluit, trompet (+ kristal glas), altviool, cello en piano
- 1999 need nothing too deep, voor twee altviolen, cello en fagot
- 2000 like glass in a mirror on a window pane, voor blazerskwintet
- 2002 unbreakable line. hinged waist, voor fluit, hobo, klarinet, slagwerk, piano, viool, altviool en cello
- 2002 Theme from, voor viool en piano (met walkie-talkies)
- 2003 minard/nithsdale, voor 2 violen, altviool en cello [2 boomboxes, torch]
- 2004 THIS IS WHY PEOPLE O.D. ON PILLS/AND JUMP FROM THE GOLDEN GATE BRIDGE, voor variabel ensemble (2 tot 10 instrumenten en stemmen)
- 2004 a sensitive number for the laydeez, voor altsaxofoon, altviool, piano, slagwerk en video

### Werken voor piano
- 1998 glow, voor geprepareerd piano

### Werken voor harp
- 2006 elephant, voor harp en pistool

### Elektronische muziek
- 1997 Split, voor trompet en geluidsband
- 1999 they could laugh smile, voor trombone en geluidsband
- 1999 piece/by/, voor geluidsband
- 2006 The Procedure for Smoothing Air, voor stem, trombone, piano, cello en CD